# 호르나트강

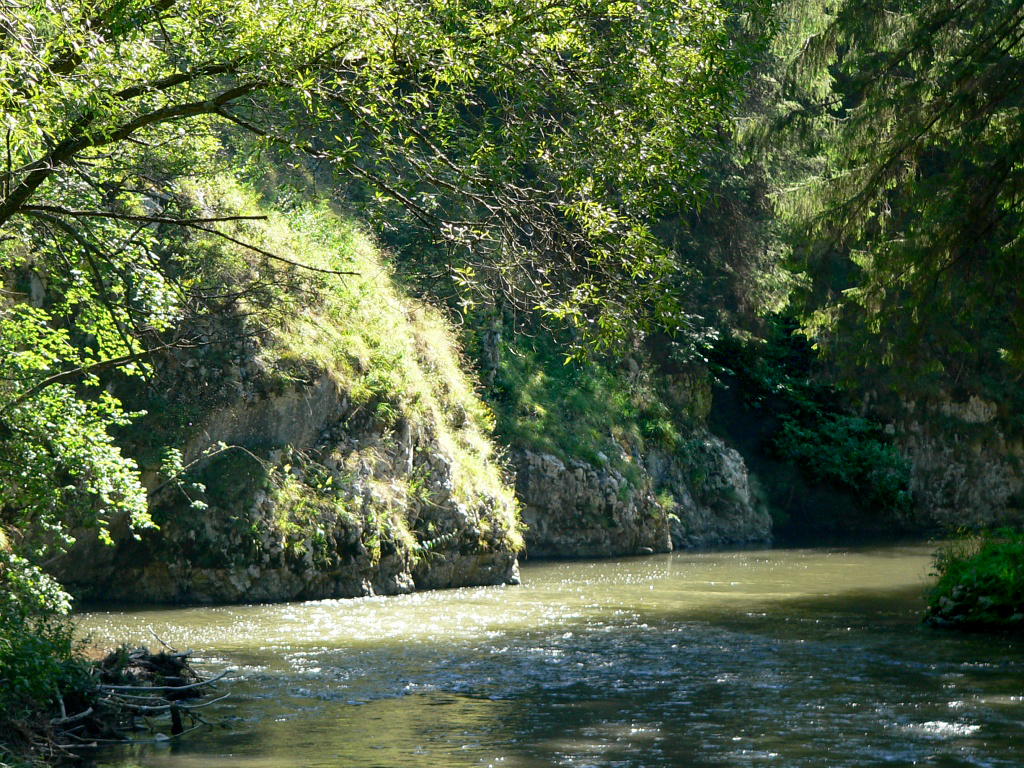
슬로바키아를 흐르는 호르나트강의 모습

호르나트강(슬로바키아어: Hornád) 또는 헤르나드강(헝가리어: Hernád)은 슬로바키아 동부, 헝가리 북동부에 위치한 강으로 길이는 286 km이다. 강의 전체 길이인 286 km 가운데 178 km는 슬로바키아 방향으로, 108 km는 헝가리 방향으로 흘러간다.
슬로바키아 비카르토프체(Vikartovce) 남서쪽에 위치한 크랄로바홀라 언덕(Kráľova hoľa)의 동쪽 기슭에서 발원하여 헝가리 미슈콜츠 남동쪽에서 셔요강과 합류한다. 호르나트강과 접한 주요 도시로는 슬로바키아 스피슈스카노바베스(Spišská Nová Ves), 코시체(Košice)가 있다.